# Premi Lumière 2015
La cerimonia di premiazione della 20ª edizione dei Premi Lumière si è svolta il 2 febbraio 2015.

## Vincitori e candidati
I vincitori sono indicati in grassetto, a seguire gli altri candidati.
Miglior film
- Timbuktu, regia di Abderrahmane Sissako
  - Sarà il mio tipo? (Pas son genre), regia di Lucas Belvaux
  - Saint Laurent, regia di Bertrand Bonello
  - Trois cœurs, regia di Benoît Jacquot
  - Vie sauvage, regia di Cédric Kahn
  - Diamante nero (Bande de filles), regia di Céline Sciamma

Miglior regista
- Abderrahmane Sissako - Timbuktu
  - Lucas Belvaux - Sarà il mio tipo? (Pas son genre)
  - Bertrand Bonello - Saint Laurent
  - Benoît Jacquot - Tre cuori (Trois cœurs)
  - Cédric Kahn - Vie sauvage
  - Céline Sciamma - Diamante nero (Bande de filles)

Migliore sceneggiatura
- Philippe de Chauveron  e Guy Laurent - Non sposate le mie figlie! (Qu'est-ce qu'on a fait au Bon Dieu?)
  - Jeanne Herry e Gaëlle Macé - Elle l'adore
  - Audrey Diwan e Cédric Jimenez - French Connection (La French)
  - Thomas Lilti, Julien Lilti, Baya Kasmi e Pierre Chosson - Hippocrate
  - Stanislas Carré de Malberg e Victoria Bedos - La famiglia Bélier (La famille Bélier)
  - Thomas Bidegain e Bertrand Bonello - Saint Laurent

Miglior attrice
- Karin Viard - La famiglia Bélier (La famille Bélier)
  - Adèle Haenel - The Fighters - Addestramento di vita (Les combattants)
  - Charlotte Gainsbourg - Tre cuori (Trois coeurs)
  - Juliette Binoche - Sils Maria (Clouds of Sils Maria)
  - Sandrine Kiberlain - Elle l'adore
  - Émilie Dequenne - Sarà il mio tipo? (Pas son genre)

Miglior attore
- Gaspard Ulliel - Saint Laurent
  - Benoît Poelvoorde - Tre cuori (Trois cœurs)
  - Guillaume Canet - La prochaine fois je viserai le coeur e L'homme qu'on aimait trop
  - Mathieu Kassovitz - Vie sauvage
  - Pierre Niney - Yves Saint Laurent
  - Romain Duris - Una nuova amica (Una nouvelle amie)

Rivelazione femminile
- Louane Emera - La famiglia Bélier (La famille Bélier)
  - Alice Isaaz - La Crème de la crème
  - Ana Girardot - Le beau monde e La prochaine fois je viserai le coeur
  - Ariane Labed - Fidelio, l'odyssée d'Alice
  - Joséphine Japy - Respire
  - Lou de Laâge - Respire
  - Karidja Touré - Diamante nero (Bande de filles)

Rivelazione maschile
- Kévin Azaïs - The Fighters - Addestramento di vita (Les Combattants)
  - Thomas Blumenthal - La Crème de la crème
  - Jean-Baptiste Lafarge - La Crème de la crème
  - Bastien Bouillon - Le Beau Monde
  - Didier Michon - Fièvres
  - Pierre Rochefort - Un beau dimanche
  - Marc Zinga - Qu'Allah bénisse la France

Migliore opera prima
- The Fighters - Addestramento di vita (Les combattants), regia di Thomas Cailley
  - Chante ton bac d'abord, regia di David André
  - Elle l'adore, regia di Jeanne Herryy
  - Party Girl, regia di Marie Amachoukeli-Barsacq, Claire Burger e Samuel Theis
  - Qu'Allah bénisse la France!, regia di Abd Al Malik
  - Tristesse Club, regia di Vincent Mariette

Miglior film francofono
- Due giorni, una notte (Deux jours, une nuit), regia di Jean-Pierre Dardenne e Luc Dardenne
  - C'est eux les chiens..., regia di Hicham Lasri
  - Fièvres, regia di Hicham Ayouch
  - L'Oranais, regia di Lyès Salem
  - Mommy, regia di Xavier Dolan
  - Run, regia di Philippe Lacôte

Premio speciale
- Diamante nero (Bande de filles), regia di Céline Sciamma

Premio Lumière onorario
- Jean-Pierre Mocky